# Брадвата 3
„Брадвата 3“ (на английски: Hatchet III) е американски слашър филм на ужасите от 2013 г. Премиерата му е на 14 юни 2013 г.
Продължение е на Брадвата 2.

## Актьорски състав
- Кейн Ходър – Виктор Краули
- Даниел Харис – Мерибет Дънстън
- Каролин Уилямс – Аманда Фаулър
- Пари Шен – Андрю
- Зак Гелиген – шериф Фаулър